# 林纳
林纳（1915年11月—1968年5月），黑龙江宁安人，中华人民共和国政治人物。
担任北满钢厂第一任厂长。1954年，当选第一届全国人民代表大会代表。1965年，任中南矿冶学院党委副书记。